# Aqüifolials
Les aqüifolials  (Aquifoliales) són un ordre de plantes angiospermes. L'actual sistema APG IV de classificació de les angiospermes situa aquest ordre dins del clade de les campanúlides, un subclade de les astèrides. Espècies conegudes de l'ordre de les aqüifolials són el grèvol (Ilex aquifolium) o el mate (Ilex paraguariensis). L'ordre compta amb cinc famílies, 21 gèneres i 536 espècies. En el sistema de classificació filogenètica APG II (2003) l'ordre està dins de les euastèrides II, que a la vegada pertany al grup de les astèrides. En el Sistema Cronquist (1981), aquestes cinc famílies estaven dins l'ordre Celastrales.